# Stenonartonia mimica
Stenonartonia mimica är en stekelart som först beskrevs av Kohl 1907.  Stenonartonia mimica ingår i släktet Stenonartonia och familjen Eumenidae. Inga underarter finns listade i Catalogue of Life.